# Riccardo Filippelli
Riccardo Filippelli (4 luglio 1980) è un tiratore a volo italiano specializzato nello skeet.

## Carriera
Attivo come tiratore dal 2008, prende parte alle manifestazioni internazionali a partire dal 2014, anno in cui vince la sua prima medaglia di bronzo agli Europei in Ungheria e vincendo in squadra la medaglia d'oro ai Mondiali in Spagna. Quattro anni più tardi, ai Mondiali sudcoreani ottiene un argento in squadra e la medaglia di bronzo nell'individuale.

## Palmarès
| Anno | Manifestazione | Sede             | Evento          | Risultato | Prestazione | Note |
| ---- | -------------- | ---------------- | --------------- | --------- | ----------- | ---- |
| 2014 | Mondiali       | Granada          | Skeet a squadre | Oro       | 362         |      |
| 2014 | Europei        | Tatárszentgyörgy | Skeet           | Bronzo    | 16          |      |
| 2016 | Europei        | Lonato           | Skeet           | Oro       | 16          |      |
| 2018 | Mondiali       | Changwon         | Skeet           | Bronzo    | 46          |      |
| 2018 | Mondiali       | Changwon         | Skeet a squadre | Argento   | 363         |      |

## Coppe e meeting internazionali
2017
- Oro in Coppa del mondo ( Nuova Delhi), skeet - 59 p.